# Jaciment arqueològic L'Ereta dels moros
L'Ereta dels Moros és un jaciment arqueològic d'època romana que data aproximadament del període que transcorre des del segle i fins al segle iii i es troba a la localitat d'Aldaia, municipi de l'Horta Oest (València), Espanya.

## Ubicació
El jaciment es troba a uns 3 km de l'actual centre de la localitat d'Aldaia, delimitat per les localitats veïnes de Torrent i Alaquàs, al costat del Barranc de Xiva i del Pont dels Cavalls.

## Història
En època romana, l'Ereta dels Moros hauria estat integrada al costat dels jaciments de La Punja i Les Bases, també viles romanes, en un gran territori que hauria comprés diversos jaciments a les localitats actuals de Quart de Poblet, Alaquàs, Torrent i Aldaia.
Més tard va nàixer Aldaia com una alqueria àrab. La població es trobava escampada per tot el territori i vivia en cases de cultiu, de la mateixa manera que en època romana, per la qual cosa no és gens estrany que L'Ereta poguera haver-se reutilitzar durant l'ocupació musulmana, però que no s'hagen conservat materials de l'època per la posterior destrucció.
Durant la conquesta de Jaume I totes les localitats citades anteriorment van passar a formar part d'el Pla de Quart, al costat de les poblacions de Riba-roja de Túria i Vilamarxant, municipi del Camp deTúria.
Actualment el solar de la vila romana és un camp de cultius de tarongers i els seus voltants, una zona industrial on s'han construït algunes fàbriques.

## Zona arqueològica

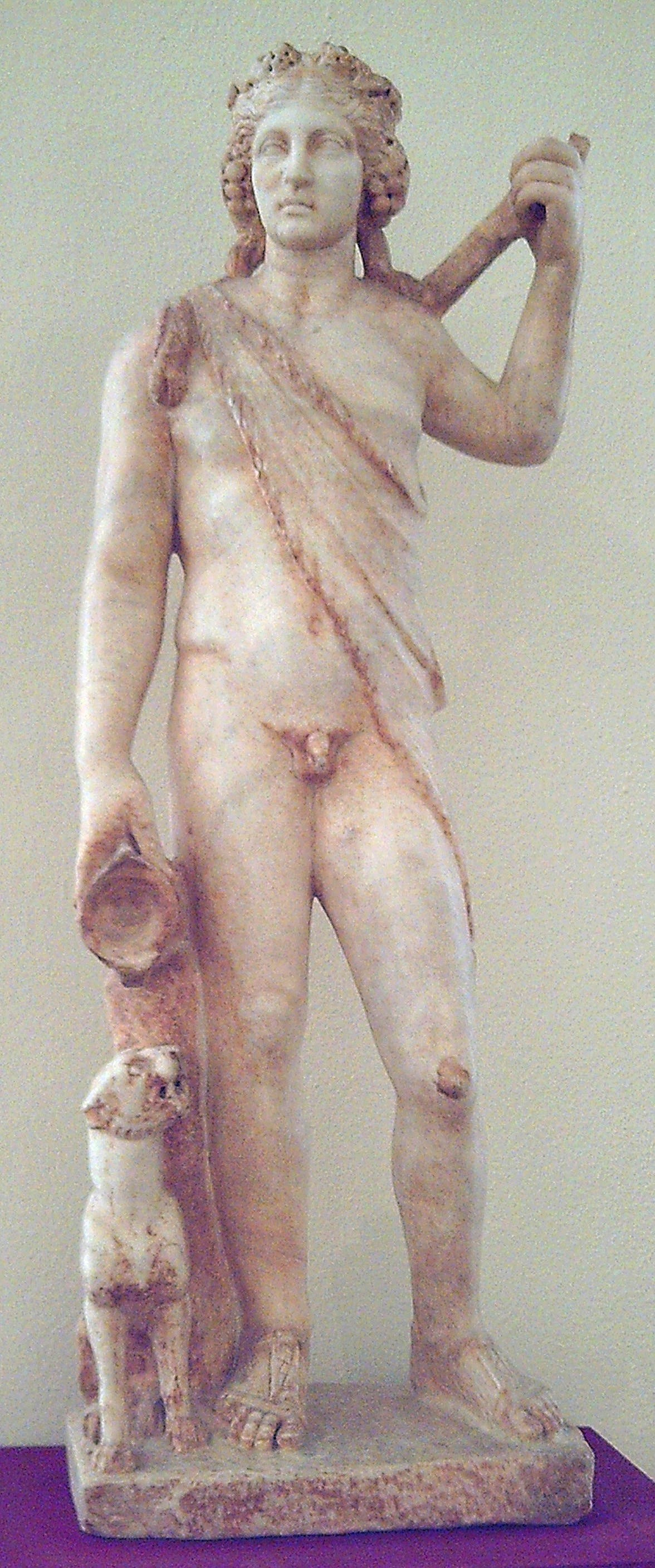
Bacus d'Aldaia, (Museu Arqueològic Nacional d'Espanya, Madrid).

Tenint en compte la zona en què s'ubica, es creu que L'Ereta dels Moros era una vila rústica que estava proveïda d'un nucli privat, la pars urbana o residència, on es vivia, una pars rustica, i al voltant d'aquest nucli, la pars fructuaria, on es trobaven les zones d'explotació, en què segurament es conreaven vinyes.
Per les troballes realitzades, es creu que l'àrea que es coneix pertanyia a la part privada de la vila. Encara que s'ha estudiat poc fins ara, en els últims mesos, se n'han impulsat l'estudi i la posada en valor.

### Materials
Al jaciment s'han trobat, al llarg de l'últim segle, diversos materials arqueològics, molts desapareguts hui en dia i que només coneixem per mitjà de referències bibliogràfiques.
La més coneguda de les troballes realitzades és probablement el Bacus d'Aldaia, conegut també com a Bacus de Sant Roc. Una escultura tallada en marbre blanc que representa aquest déu romà, cobert només amb la pell de cérvol i unes sandàlies, i acompanyat de la pantera, animal associat a aquesta divinitat. A més, porta a la mà dreta un kántharos i a l'esquerra hauria portat un tirs que no s'ha conservat. El van trobar en dues meitats, la primera, la part inferior, la va trobar Pascual Simón el 1884 mentre treballava els seus camps, i la va conservar pensant que es tractava d'una imatge de Sant Roc. El 1924, el fill es va veure en la mateixa situació que el pare: en va trobar la meitat superior. En adonar-se que no era en realitat una imatge del sant, la família va decidir vendre'l a un erudit valencià anomenat Arévalo, que, al seu torn, el va vendre anys més tard al Museu Arqueològic Nacional de Madrid, on encara segueix dipositat. Existeixen dues reproduccions d'aquesta imatge: una al Museu de Prehistòria de València i una altra al TAMA (Teatre Auditori Municipal d'Aldaia).
A més, gràcies a les prospeccions realitzades pel Grup d'arqueologia i estudis aldaiers, es van trobar diferents vestigis de materials mobles i immobles. Entre els elements arquitectònics, es van trobar dues cisternes, termes, restes d'una necròpoli i nombrosos fragments de paviments, llosetes, teules, fustos i capitells, un d'estil toscà, com especifica Carmen Aranegui Gascó en la seua conferència sobre el Bacus d'Aldaia.
Entre els materials de caràcter moble, es van recuperar fragments de ceràmica campaniana i del que es coneix com a terra sigillata, així com restes d'un doli i monedes de l'època imperial.
Gràcies a una fotografia publicada en la Geografía general del Reino de Valencia, dirigida per Francesc Carreras Candi i realitzada pel cronista provincial J. Martínez Aloy, també se sap que van aparéixer fragments de mosaic romà a Aldaia. En la fotografia, s'hi pot veure una figura humana masculina, la qual sembla que porta una toga. A més, es poden observar uns trets cal·ligràfics en la part superior del fragment. Malgrat això, no proporciona cap informació del lloc exacte on es van trobar ni com o qui va fer la troballa.
Es desconeix el parador de la majoria de troballes, a excepció de la talla en marbre del déu Bacus.

### Conservació
El jaciment es troba molt deteriorat, ja que ha servit d'explotació agrària durant, almenys, l'últim segle. A més, es tracta d'una zona de polígon industrial en què s'han construït naus, dues de les quals són molt a prop del jaciment. Probablement, encara es troben sobre l'àrea de l'antiga vila romana.
Dels materials mobles i fragments de material arquitectònic exempts, se'n conserven el Bacus d'Aldaia, atés que l'any 1931 va ser restaurat quan el Museu Arqueològic Nacional el va adquirir, una llosa de marbre que representa una fulla d'acant conservada al Museu de Prehistòria de València i un capitell al Museu Comarcal de l'Horta. La resta de materials ha desaparegut i se'n desconeix la ubicació actual, possiblement a causa de l'espoli. Així doncs, no se'n coneix l'estat de conservació.